# Vannes-sur-Cosson
Vannes-sur-Cosson är en kommun i departementet Loiret i regionen Centre-Val de Loire strax norr Frankrikes mitt. Kommunen ligger i kantonen Jargeau som tillhör arrondissementet Orléans. År 2022 hade Vannes-sur-Cosson 602 invånare.

## Befolkningsutveckling
Antalet invånare i kommunen Vannes-sur-Cosson
| Referens: INSEE |